# Claire Delcourt
Claire Delcourt (nascida a 23 de Janeiro de 1989) é uma bióloga e política luxemburguesa do Partido Socialista dos Trabalhadores de Luxemburgo que foi eleita membro da Câmara dos Deputados em 2023. Foi eleita vereadora de Contern em 2023, mas não era elegível para o cargo devido ao seu emprego na Polícia Grã-Ducal.